# Cynthia Erivo
Cynthia Chinasaokwu Onyedinmanasu Amarachukwu Owezuke Echimino Erivo (Stockwell, Londres, Anglaterra, 8 de gener de 1987) és una actriu i cantant britànica. Ha rebut diversos reconeixements, com ara un premi Emmy, un premi Grammy i un premi Tony, així com nominacions a tres premis Oscar i a quatre Globus d'Or. És una de les poques persones que ha rebut nominacions als EGOT.
Erivo va fer el seu debut al West End al musical escènic The Umbrellas of Cherbourg (2011). Més endavant va debutar a Broadway interpretant a Celie, una dona del sud profund dels Estats Units d'Amèrica que era víctima d'abusos a la revival musical de The Color Purple del 2015 al 2017. El seu treball li va valdre el premi Tony 2016 a la millor actriu en un musical i el premi Grammy 2017 al Millor àlbum de teatre musical. El 2018 va ampliar el seu treball al món cinematogràfic amb les pel·lícules Widows i Bad Times a El Royale. Per les seves interpretacions de Harriet Tubman al biopic Harriet (2019) i Elphaba a la pel·lícula de fantasia musical Wicked (2024), Erivo va rebre nominacions a l'Oscar a la millor actriu; també va escriure i interpretar la cançó "Stand Up" per a Harriet, que li va guanyar una nominació a la millor cançó original.
A la televisió, va interpretar a Holly Gibney a la minisèrie dramàtica d'HBO The Outsider (2020) i a Aretha Franklin a la sèrie d'antologia de National Geographic Genius: Aretha (2021), la darrera de les quals li va valer una nominació al premi Emmy a la millor actriu protagonista. Com a cantant, ha publicat diversos senzills així com el seu àlbum en solitari Ch. 1 vs. 1 (2021).

## Trajectòria

### Primers anys i educació
Erivo va néixer el 8 de gener de 1987 de pares immigrants nigerians a Stockwell, Londres. La seva mare Edith tenia 15 anys quan va esclatar la Guerra civil de Nigèria.  Els dos pares d'Erivo van arribar al Regne Unit als vint anys i es van separar quan ella encara era molt jove. Després d'això, ella i la seva germana petita Stephanie van ser criades per la seva mare, que treballava com a infermera. La seva relació amb el seu pare es va trencar quan aquest la va repudiar quan només tenia 16 anys. Més endavant va anomenar la seva productora Edith's Daughters (Les filles de l'Edith) com a homenatge a la seva mare.
Erivo va estudiar a La Retraite Roman Catholic Girls' School a Clapham Park. Ja de petita va començar a introduir-se al món de la interpretació en produccions com ara Caucasian Chalk Circle de Bertolt Brecht o a la producció Trust Me, I'm a Teenager, una de les seves primeres aparicions televisives.
El 2004 va començar la seva carrera de psicologia musical a la Universitat d'East London. No obstant això, un any després d'iniciar els estudis, es va presentar a la Reial Acadèmia d'Art Dramàtic i va canviar la seva carrera després de ser acceptada com a estudiant. Erivo es va graduar el 2010 després d'obtenir una llicenciatura en interpretació.

### 2011–2014: primeres obres de teatre
Cynthia Erivo debutar amb papers a programes de televisió britànics com ara Chewing Gum i The Tunnel. El seu primer paper al teatre va ser a l'obra Marine Parade de Simon Stephens al Festival de Brighton. El seu primer paper musical va ser a I Was Looking at the Ceiling And Then I Saw the Sky, una obra de John Adams i June Jordan que va interpretar al Theatre Royal Stratford East. El diumenge 9 de desembre de 2012, Cynthia va aparèixer a Living Every Day, va representat com a part de la Gala de Celebritats dels Musicals a l'Old Vic Theatre del West End de Londres.
El 2013, Erivo va interpretar el paper de Celie Harris a una producció musical de El Color Porpra, el mateix paper que havia fet Whoopi Goldberg a la gran pantalla i que ella va portar a la Factoria de Xocolata Menier. Prèviament l'actriu havia interpretat un altre paper de Goldberg, el de la Germana Mary Clarence / Deloris Van Cartier en una gira al Regne Unitd del musical Sister Act. També va aparéixer a la banda sonora de la pel·lícula musical Beyond the Lights, coescrivint i interpretant la cançó "Fly Before You Fall".
El 2014 va interpretar el paper de Chenice al musical del West End I Can't Sing!, un musical del programa Factor X que va rebre crítiques diverses. La producció va tancar el 10 de maig, només sis setmanes i tres dies després de la seva nit oficial d'estrena. Aquell mateix any, entre el juliol i l'agost, va protagonitzar l'estrena europea de Dessa Rose als Trafalgar Studios de Londres per la qual va ser nominada com a millor actriu protagonista en un musical als premis BroadwayWorld UK 2015.

### 2015–2019:The Color Purplei cinema
El 2015 Eirvo es va desplaçar als Estats Units, on va fer el seu debut a l'estrena de El Color Porpra a Broadway repetint el seu paper de Celie Harris al costat de les actrius nord-americanes Jennifer Hudson com a Shug Avery i Danielle Brooks com a Sofia. La producció va començar a representar-se al Bernard B. Jacobs Theatre el 10 de desembre de 2015 i la va fer guanyar diversos premis per la seva actuació, inclòs el premi Tony 2016 a la millor actriu musical.
El 12 de setembre de 2016 Cynthia Erivo va protagonitzar el concert benèfic de The Last Five Years amb Joshua Henry. Els beneficis de l'actuació es van destinar al Brady Center, una organització nacional en contra de les armes i la violència armada.
El febrer de 2017 va interpretar el tema "God Only Knows" amb John Legend a la 59a edició dels premis Grammy. Aquesta actuació va ser l'homenatge als músics que havien mort durant l'any anterior. El març del mateix any Erivo i el repartiment de The Color Purple van ser nominats per a un Emmy per la seva actuació a The Today Show de la NBC el maig de 2016 i, finalment, van resultar premiats a la gala.
El 2018 va fer el seu debut cinematogràfic al thriller neo-noir Bad Times at the El Royale. Aquell mateix any, també va protagonitzar un altre thriller, Windows, dirigit per Steve McQueen. A l'octubre de 2018 va començar a treballar al llargmetratge Harriet, una pel·lícula biogràfica sobre l'abolicionista nord-americana Harriet Tubman. La pel·lícula va finalitzar el rodatge a principis de 2019 i es va estrenar el novembre d'aquell mateix any. La seva actuació li va valdre una nominació al Globus d'Or a la millor actriu en una pel·lícula dramàtica i també va rebre una segona nominació a la millor cançó original per una cançó que va coescriure i interpretar per a la pel·lícula titulada "Stand Up". El 2020 va obtenir nominacions a dos premis Oscar: un a la millor actriu per la seva interpretació de Tubman i l'altre a la millor cançó original per "Stand Up".
El 2019, Erivo també va produir i interpretar al podcast de ciència-ficció Carrier, donant veu al personatge principal, Raylene Watts, una conductora de camió de llarg recorregut que transporta un tràiler amb "una càrrega inquietant i misteriosa".

### 2020 - actualitat: Expansió de la seva carrera
El 2020, Erivo va interpretar l'investigadora Holly Gibney a la minisèrie de HBO The Outsider, una adaptació televisiva de la novel·la homònima d'Stephen King. Aquell mateix any, va llançar una productora anomenada Edith's Daughter i va signar un acord amb la companyia de mitjans MRC per desenvolupar projectes de televisió a través de la productora.
El 2021 va aparéixer a la pel·lícula de ciència-ficció Chaos Walking, basada en la novel·la de Patrick Ness The Knife of Never Letting Go. També va interpretar la cantant Aretha Franklin a la tercera temporada de la sèrie Genius, que es va estrenar el març de 2021. El setembre del mateix any va publicar el seu primer àlbum d'estudi Ch. 1 vs. 1. També al setembre es va incorporar al jurat del 78è Festival Internacional de Cinema de Venècia.
El juliol de 2022, Erivo va actuar com a part dels BBC Proms, cantant en homenatge a les dones que l'han inspirat al llarg de la seva vida. Aquell mateix any va interpretar un medley de cançons d'Stephen Sondheim com a part del segment In Memoriam a la 64a edició dels Premis Grammy anuals al costat de Rachel Zegler, Leslie Odom Jr. i Ben Platt. Al cinema, Erivo va interpretar la Fada Blava a l'adaptació cinematogràfica d'acció en viu de Disney del 2022 de Pinotxo, dirigida per Robert Zemeckis. El llargmetratge no va rebre bones crítiques. També el 2022 va interpretar la cançó "Edelweiss" del musical The Sound of Music en homenatge a Julie Andrews que va rebre el premi AFI Life Achievement Award.
El 2023, va aparèixer al thriller criminal de Netflix Luther: The Fallen Sun. El mateix any va actuar com a Jacqueline, una refugiada d'una Àfrica devastada per la guerra, a la pel·lícula Drift. L'actriu va dir que s'ha inspirat en l'experiència de la seva mare com a refugiada durant la guerra civil nigeriana per a aquest paper. L'any següent va interpretar a Petra, una criada atrevida i coqueta, a la producció del concert del Lincoln Center d'A Little Night Music d'Stephen Sondheim al David Geffen Hall.
El 2024 va interpretar Elphaba a la pel·lícula de fantasia musical Wicked (2024), que servirà com a primera part d'una adaptació de dues pel·lícules de l'obra de teatre original. Per la seva actuació va ser nominada al Globus d'Or a la millor actriu en una pel·lícula musical o comèdia i de nou per l'Oscar a la millor actriu, el darrer dels quals la va convertir en la segona actriu negra després de Viola Davis en haver estat nominada en aquesta categoria més d'una vegada.

## Vida personal
Cynthia Erivo es va declarar catòlica romana. S'identifica com a queer i bisexual. El 2024 va ser nomenada vicepresidenta de la seva alma mater, la Royal Academy of Dramatic Art.

## Filmografia

### Cinema
| Any  | Títol                      | Paper            | Notes        |
| ---- | -------------------------- | ---------------- | ------------ |
| 2018 | Widows                     | Belle            |              |
| 2018 | Bad Times at the El Royale | Darlene Sweet    |              |
| 2019 | Harriet                    | Harriet Tubman   |              |
| 2021 | Chaos Walking              | Hildy            |              |
| 2021 | Needle in a Timestack      | Janine Mikkelsen |              |
| 2022 | Pinocchio                  | Fada Blava       |              |
| 2023 | Drift                      | Jacqueline       | Productora   |
| 2023 | Luther: The Fallen Sun     | Odette Raine     |              |
| 2024 | Wicked                     | Elphaba Thropp   |              |
| 2025 | Wicked: For Good           | Elphaba Thropp   | Per estrenar |

### Televisió
| Any       | Títol                                            | Paper                               | Notes                                                 |
| --------- | ------------------------------------------------ | ----------------------------------- | ----------------------------------------------------- |
| 2015      | Chewing Gum                                      | Magdalene                           | Episodi: "Tolled Road"                                |
| 2016      | Mr Selfridge                                     | Alberta Hunter                      | 2 episodis                                            |
| 2016      | The Tunnel                                       | Mel                                 | Episodi #2.3                                          |
| 2017–2019 | Broad City                                       | Lisa                                | 2 episodis                                            |
| 2018      | The Boss Baby: Back in Business                  | Turtleneck Superstar CEO Baby (veu) | Episodi: "As the Diaper Changes"                      |
| 2019      | Anthem: Homunculus                               | Joan                                | 3 episodis                                            |
| 2019      | Sunny Day                                        | Dr. Vanessa (veu)                   | 1 episodi                                             |
| 2020      | The Outsider                                     | Holly Gibney                        | 8 episodis                                            |
| 2020      | James and the Giant Peach with Taika and Friends | Ladybird                            | 1 episodi                                             |
| 2020      | American Idol                                    | Ella mateixa                        | Episodi: "316 (On With the Show: Grand Finale)"       |
| 2021      | Genius                                           | Aretha Franklin                     | 8 episodis                                            |
| 2021      | RuPaul's Drag Race                               | Jutge convidada                     | Episodi: "Henny, I Shrunk the Drag Queens!"           |
| 2021      | Strictly Come Dancing                            | Jutge convidada                     | 2 episodis                                            |
| 2022      | Fraggle Rock: Back to the Rock                   | The Archivist (veu)                 | Episodi: "The Glow"                                   |
| 2022      | Roar                                             | Ambia                               | Episodi: "The Woman Who Found Bite Marks on Her Skin" |
| 2023      | Star Wars: Visions                               | Kratu (veu)                         | Episodi: "Aau's Song"                                 |
| 2023      | Blue's Clues & You!                              | Jingles (veu)                       | Episodi: "Josh and Blue's Ice Cream Shoppe"           |
| 2023      | Strange Planet                                   | Dreamer (veu)                       | Episode: "Key Change"                                 |
| 2024      | Moon Girl and Devil Dinosaur                     | Dr. Akonam Ojo (veu)                | Episodi: "Make It, Don't Break It!"                   |
| 2025      | Robogobo                                         | The Slink (voice)                   |                                                       |

### Teatre
| Any       | Producció                                           | Personatge(s)                              | Teatre                              |
| --------- | --------------------------------------------------- | ------------------------------------------ | ----------------------------------- |
| 2010      | Marine Parade                                       | Diversos                                   | Brighton Festival                   |
| 2010      | I Was Looking at the Ceiling and Then I Saw the Sky | Leila                                      | Theatre Royal, Stratford East       |
| 2011      | The Umbrellas of Cherbourg                          | Madeleine                                  | Gielgud Theatre/ Curve Theatre      |
| 2011–2012 | Sister Act                                          | Deloris Van Cartier / Sister Mary Clarence | Gira pel Regne Unit                 |
| 2013      | Lift                                                | Lap Dancer                                 | Soho Theatre                        |
| 2013      | The Color Purple                                    | Celie Harris Johnson                       | Menier Chocolate Factory            |
| 2014      | I Can't Sing! The X Factor Musical                  | Chenice                                    | London Palladium                    |
| 2014      | Dessa Rose                                          | Dessa Rose                                 | Trafalgar Studios                   |
| 2014-2015 | Henry IV                                            | Poins/The Earl of Douglas                  | Donmar Warehouse, Londres           |
| 2015      | How to Succeed in Business Without Really Trying    | Rosemary Pilkington                        | Royal Festival Hall                 |
| 2015      | A Midsummer Night's Dream                           | Puck                                       | Liverpool Everyman                  |
| 2015–2017 | The Color Purple                                    | Celie Harris Johnson                       | Bernard B. Jacobs Theatre, Broadway |
| 2016      | The Last Five Years                                 | Cathy Hiatt                                | The Town Hall                       |
| 2023      | Gutenberg! The Musical!                             | The Producer (Només una nit)               | James Earl Jones Theatre, Broadway  |
| 2024      | A Little Night Music                                | Petra                                      | Nova York                           |